# Spinningowe Mistrzostwa Świata z Łodzi (2023)
14. Spinningowe Mistrzostwa Świata z Łodzi (2023) – mistrzostwa Świata w wędkarstwie spinningowym z łodzi, które odbyły się w dniach 5-7 października 2023 w Rydze na Łotwie. Areną zmagań były rzeki Dźwina i Lelupa, a także jeziora: Juglas, Baltezers i Ķīšezers.
Wyniki drużynowe:
- 1. miejsce: Polska,
- 2. miejsce: Austria,
- 3. miejsce: Węgry[1].

Wyniki par:
- 1. miejsce: Węgry (F. Deák / R. Hipszki),
- 2. miejsce: Austria (A. Gutscher / F. Schuller),
- 3. miejsce: Polska (Sławomir Kubasiewicz / Łukasz Zardzewiały)[1].